# Lalamptjärnen
Lalamptjärnen är en sjö i Härnösands kommun i Ångermanland och ingår i Indalsälvens huvudavrinningsområde. Sjön har en area på 0,0507 kvadratkilometer och ligger 295,4 meter över havet. Sjön avvattnas av vattendraget Mobäcken.

## Delavrinningsområde
Lalamptjärnen ingår i det delavrinningsområde (696675-157696) som SMHI kallar för Mynnar i Mjällån. Medelhöjden är 315 meter över havet och ytan är 15,81 kvadratkilometer. Det finns inga avrinningsområden uppströms utan avrinningsområdet är högsta punkten. Mobäcken som avvattnar avrinningsområdet har biflödesordning 4, vilket innebär att vattnet flödar genom totalt 4 vattendrag innan det når havet efter 47 kilometer. Avrinningsområdet består mestadels av skog (89 procent). Avrinningsområdet har 0,15 kvadratkilometer vattenytor vilket ger det en sjöprocent på 1 procent.